# Хави Гарсия
Франсиско Хавиер Гарсия Фернандес (на испански: Francisco Javier García Fernández) е испански футболист играещ като дефанзивен полузащитник за руския отбор ФК Зенит.
Роден на 8 февруари 1987 г. в Мула, Мурсия, Хави Гарсия е продукт на школата на Реал Мадрид.
Като излишен в Реал Мадрид, Гарсия бива трансфериран в портгалския Бенфика на 21 юли 2009 г. Контрактът му е за 5 години, като португалците плащат на „Реал“ 7 млн. евро. През първия си сезон става безспорен титуляр при лисабонските орли и дори вкарва три гола.
На 31 август 2012 г., Хави Гарсия преминава в Манчестър Сити за непотвърдена сума от Бенфика. При гражданите той носи номер 14. През сезон 2013/14 печели първенството и купата на лигата.
От лятото на 2014 г. е футболист на Зенит.
През 2012 г. той прави официален дебют с националния отбор на Испания.